# 여수진남중학교
여수진남중학교(麗水鎭南中學校)는 대한민국 전라남도 여수시 미평동에 있는 공립 중학교이다.

## 학교 연혁
- 1983년 3월 1일 : 초대 박형래 교장 취임
- 1983년 3월 6일 : 진남여자중학교 개교
- 2004년 3월 1일 : 전라남도여수교육청지정 학습지도 연구학교 운영
- 2012년 3월 1일 : 전라남도지정 예술체육중점 연구학교 운영
- 2013년 3월 1일 : 도지정 평가방법개선 연구학교 운영
- 2022년 3월 1일 : 에듀테크 활용 교육혁신 선도학교 운영
- 2025년 1월 3일 : 제40회 졸업 103명(총 12,030명)
- 2025년 3월 1일 : 남녀공학 개편에 따른 여수진남중학교 교명 변경
- 2025년 3월 1일 : 제17대 마은주 교장 취임
- 2025년 3월 4일 : 2025학년도 116명 입학(남 57명, 여 59명)

## 참고 자료
- 여수진남중학교 - 한국교육학술정보원 학교알리미